# Moreland Hills
Moreland Hills – wieś w Stanach Zjednoczonych, w stanie Ohio, w hrabstwie Cuyahoga.